# Atrapades per la màfia
Atrapades per la màfia (títol original: WiseGirls) és una pel·lícula estatunidenca dirigida per David Anspaugh estrenada l'any 2002. Ha estat doblada al català
El film és interpretat per Mira Sorvino, Mariah Carey i Melora Walters. Es va presentar al Festival de Cinema de Sundance l'any 2002.

## Argument
Després de la mort del seu company, Meg Kenedy troba refugi a casa de la seva àvia a Nova York on desitja refer la seva vida. Troba llavors un treball de cambrera en un restaurant italià, després fa amistat amb dues unes altres empleades: Rayckel i Kate. Però quan descobreix que el restaurant en qüestió és el quarter general de la màfia local, la seva vida dona un tomb.

## Repartiment
- Mira Sorvino: Meg Kennedy
- Mariah Carey: Raychel
- Melora Walters: Kate
- Arhur J. Nascarella: Mr. Santalino
- Saul Stein: Umberto
- Joseph Sivaro: Gio Esposito
- Christian Maelen: Frankie Santalino
- Anthony Alessandro: Lorenzo
- Louis Di Bianco: Deluca